# Валин
Вали́н (2-амино-3-метилбутановая кислота) — алифатическая α-аминокислота, одна из 20 протеиногенных аминокислот, входит в состав практически всех известных белков и незаменимых для человека аминокислот. 
Так же как лейцин и изолейцин, валин является аминокислотой с разветвлёнными боковыми цепями.  При серповидноклеточной анемии, одна глутаминовая кислота в бета глобине будет заменена на валин. Валин является гидрофобным, в то время как глутаминовая кислота является гидрофильной, это изменение делает гемоглобин склонным к ненормальной агрегации.

## История и этимология
Валин был впервые выделен из казеина в 1901 году Эмилем Фишером. Название валин происходит от валериановой кислоты, которая названа в честь растения валериана в котором кислота присутствует в корнях растения.

## Биологическая роль
Как естественный анаболик валин обладает стимулирующим действием, необходим для поддержания нормального обмена в мышцах, головном и спинном мозге, нормальном течение регенерации и поддержании азотистого баланса в организме. Используется мышцами в качестве источника энергии. Улучшает мышечную координацию и понижает чувствительность организма к боли, тепловому и холодовому воздействию, поддерживает уровень серотонина в организме.
Необходим для поддержания физиологического уровня миелина в миелиновых оболочках нервов. Блокирует транспорт триптофана через гематоэнцефалический барьер, что может иметь значение в лечении печеночных энцефалопатий, одним из патогенетических механизмов которых является повреждение нейронов избытком триптофана, вызванным уменьшением его катаболизма в печени на фоне гепатита.

### Взаимосвязь с инсулином
Как и другие аминокислоты с разветвлённой цепью, валин связан с потерей веса и снижением резистентности к инсулину: более высокие уровни валина наблюдаются в крови мышей, крыс и людей, страдающих диабетом. Кормление мышей валиновой диетой в течение одного дня, улучшило чувствительность к инсулину, а кормление в течение одной недели показало значительное снижение уровня глюкозы в крови. У мышей с ожирением и резистентностью к инсулину, вызванной диетой, диета со сниженным уровнем валина и других аминокислот с разветвленной цепью приводит к ожирению и снижению чувствительности к инсулину. Катаболит валина 3-гидроксиизомасляная кислота повышает чувствительность к инсулину у мышей, стимулируя поглощение жирных кислот мышцами и снижение липидов. У людей богатая белком диета снижает уровень глюкозы в крови натощак.

## Симптомы дефицита и избытка
Недостаток валина ведёт к потере массы, задержке роста, развитию кератозов. У взрослых людей дефицит валина, вызванный недостатком витаминов группы В или полноценных белков сопровождается нарушением координации движений тела и повышением чувствительности кожи к раздражителям. Наблюдается отрицательный азотистый баланс.
Наибольшее токсическое действие избыток валина оказывает на центральную нервную систему, что проявляется в виде рвоты, вялости, мышечных подёргиваний, нистагм. Дети отстают в росте и весе, поздно начинают держать голову и сидеть. Без лечения наступает неуклонное снижение интеллекта.

## Метаболические заболевания
Деградация валина нарушается при следующих метаболических заболеваниях:
- комбинированная малоновая и метилмалоновая ацидурия (CMAMMA)
- лейциноз
- Метилмалоновая ацидемия
- пропионовая ацидемия

## Медицинское применение
Валин служит одним из исходных веществ в биосинтезе пантотеновой кислоты и пенициллина. Используется для коррекции дефицита аминокислот, возникшего вследствие привыкания к наркотикам и лекарственным средствам.
Показан в следующих случаях:
- интенсивные физические нагрузки;
- стресс;
- депрессия;
- комплексное лечение рассеянного склероза;
- реабилитация после операции;
- СПИД;
- онкологические заболевания;
- дефицит белковой пищи;

Содержание в свободном виде в плазме крови, мг/100 мл (мкмоль/л): 2,9 (247,9).
Содержание в суточном количестве мочи, мг (мкмоль): 4,0—6,0 (34,0—51,0).
Суточная потребность валина 10 мг на кг веса тела. Во время физического стресса потребность возрастает до 5—10 грамм в сутки. Приём в виде пищевых добавок обязательно следует сбалансировать с приёмом лейцина и изолейцина.
| Вид продукта         | Валин | Изолейцин | Лейцин |
| -------------------- | ----- | --------- | ------ |
| Гречневая крупа      | 590   | 460       | 745    |
| Соя                  | 2090  | 1810      | 2670   |
| Манная крупа         | 490   | 450       | 810    |
| Крупа перловая       | 370   | 330       | 490    |
| Грецкий орех         | 974   | 767       | 1228   |
| Коровье молоко       | 191   | 189       | 283    |
| Творог жирный        | 838   | 690       | 1282   |
| Картофель            | 122   | 86        | 128    |
| Яблоки               | 12    | 13        | 19     |
| Гриб подберёзовик    | 54    | 100       | 110    |
| Говядина 1 категории | 1035  | 782       | 1478   |
| Свинина беконная     | 1037  | 799       | 1325   |
| Печень телячья       | 1128  | 1004      | 1626   |
| Яйцо куриное         | 772   | 597       | 1081   |